# Coenophila latefasciata
Coenophila latefasciata là một loài bướm đêm trong họ Noctuidae.